# Reichenbach-Nektarvogel
Der Reichenbach-Nektarvogel oder Kamerun-Nektarvogel (Anabathmis reichenbachii, Syn.: Nectarinia reichenbachii) ist ein Singvogel aus der Gattung Anabathmis in der Familie der Nektarvögel (Nectariniidae). Der Erstbeschreiber Carl Johann Gustav Hartlaub benannte die Art nach dem deutschen Naturwissenschaftler Heinrich Gottlieb Ludwig Reichenbach.

## Merkmale

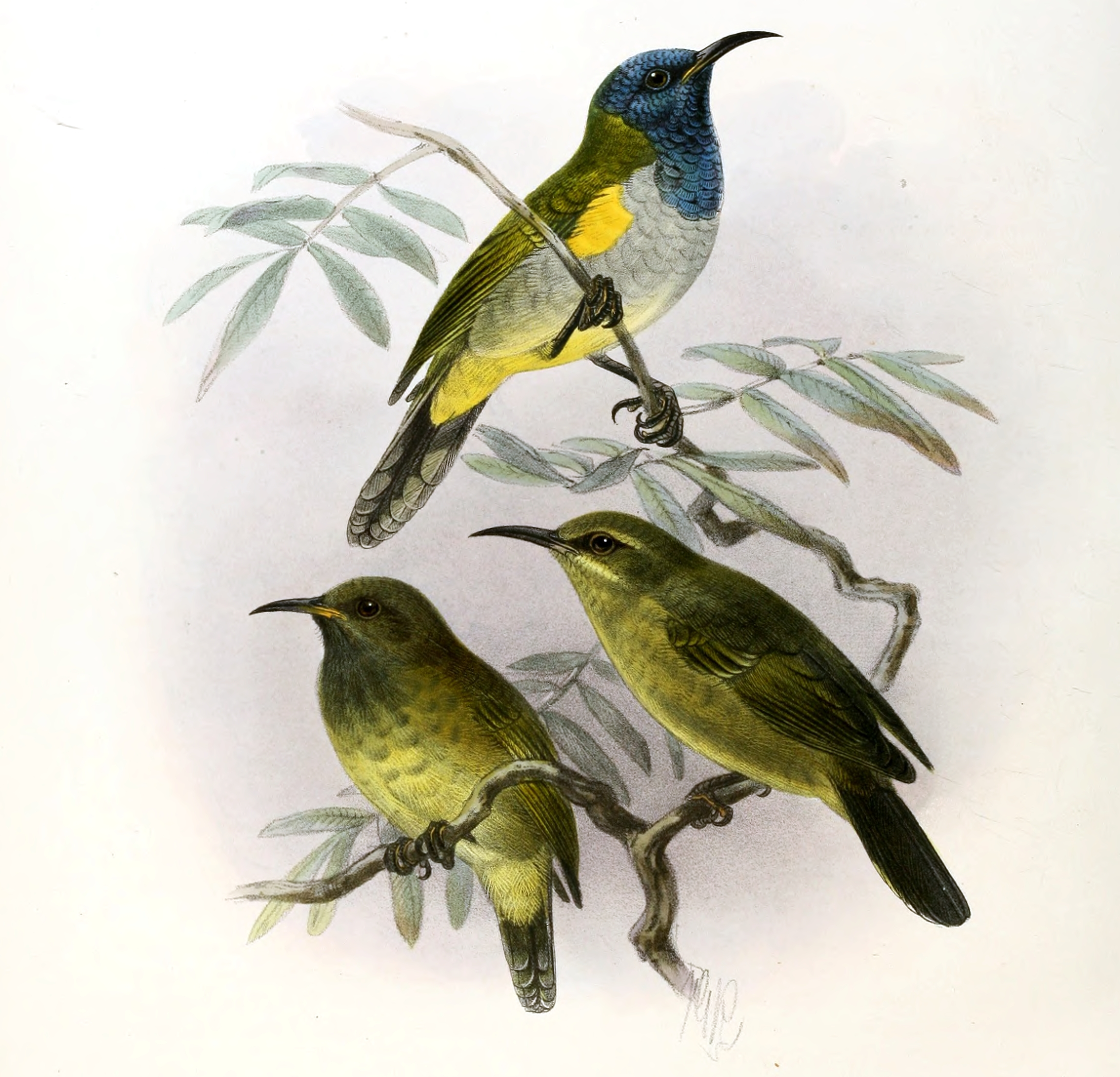
Reichenbach-Nektarvogel, Illustration

Der Reichenbach-Nektarvogel ist aufgrund seiner, mit Ausnahme der schwarzen Zügel, metallisch stahlblauen Kopf- und Halsfärbung eine der auffälligsten Arten der Nektarvögel. Dazu in Kontrast stehen die unscheinbar olivfarbene Oberseite und die graue Unterseite mit gelbem Steiß. Dunkle, blass gesäumte Federn am Rücken und an den Flügeln geben ihm ein geschupptes Aussehen. Beim Männchen sind die pektoralen Federbüschel gelb oder gelborange, beim Weibchen blasser. Die Flügel sind dunkelbraun mit olivfarbenen Rändern, die Unterflügeldecken und die Achselfedern weiß. Bürzel und Oberschwanzdecken sind gelb durchsetzt, die Unterschwanzdecken und die Enden der verlängerten Flankenfedern gelb. Der abgestufte Schwanz ist schwärzlichbraun, die Spitzen der Steuerfedern, mit Ausnahme des zentralen Paars, sind breit gelblichbraun-weiß gefärbt.
Die Iris ist dunkelbraun, die Beine und Füße sowie der kräftige, nach unten gebogene Schnabel schwarz. Der Reichenbach-Nektarvogel erreicht eine Körperlänge von 12 bis 14 cm und ein Gewicht von 9,8 bis 13 g.
Die Weibchen ähneln den Männchen, es besteht kein auffälliger Sexualdimorphismus. Weibchen sind etwas kleiner, ihre Pektoralfedern nur blass gelb. Jungvögel sind unterseits gelb mit bräunlichen Sprenkeln, ihr Kopf ist braun.

## Verbreitung
Das Verbreitungsgebiet des Reichenbach-Nektarvogel liegt in West- und Zentralafrika. Man findet ihn in Liberia, der Elfenbeinküste, in Ghana, Togo, Nigeria, in Kamerun, in Mbini (der auf dem afrikanischen Festland gelegene Teil Äquatorialguineas), in Gabun, der Republik Kongo und der Demokratischen Republik Kongo (östlicher bis mittlerer und oberer Kongo sowie Kivu) und in Angola.

## Lebensraum und Lebensweise
Der Lebensraum der Reichenbach-Nektarvögel sind sandige, palmenbestandene Küstengebiete, Küstensümpfe, von Küsten-Sträucher gesäumte Lagunen, Mangrove, Reisfelder und Kahlflächen. Gewöhnlich findet man die Art in der Nähe von Wasser, in niedrigem Dickicht an Waldrändern und anderen schattigen Orten entlang von Bächen und Flüssen. Gelegentlich trifft man den Reichenbach-Nektarvogel in Gärten an.
Reichenbach-Nektarvögel sind vermutlich Standvögel. Ihr Futter suchen sie Paarweise oder in Familiengruppen in 5 bis 30 m Höhe zwischen Blüten und über Wasser hängenden Zweigen, im Blätterdach und in Baumwipfeln die darüber hinaus ragen und an Waldrändern, jedoch nie weiter als 500 m vom Wasser entfernt. Sie ernähren sich von Insekten und von Nektar, den sie unter anderem von Kokospalmen, Riemenblumengewächsen (Englerina gabonensis, Globimetula braunii), Brechsträuchern (Psychotria djumaensis) und Rötegewächsen (Sabicea africana) nehmen. Die für Nektarvögel typischen, beutelförmigen Nester werden an horizontalen Ästen 3 bis 5 m über Wasser angebracht. Die Eiablage erfolgt in Kamerun im Mai und Juni und September bis Dezember, in der Demokratischen Republik Kongo im September, Oktober und Dezember und in Gabun im Februar, Oktober und November. Die Eier werden von den Weibchen bebrütet.

## Gefährdung
Der Reichenbach-Nektarvogel hat ein sehr großes Verbreitungsgebiet und eine anscheinend stabile Population. Die Größe des Bestandes ist unbestimmt, der Vogel gilt in Kamerun als häufig, lokal sehr häufig in Kongo, an anderen Orten oft als selten. Die International Union for Conservation of Nature and Natural Resources (IUCN) stuft die Art als nicht gefährdet (Least Concern, LC) ein.